# Jean Pierre Brol
Jean Pierre Brol Cárdenas, né le 18 décembre 1982 à Guatemala, est un tireur sportif guatémaltèque spécialisé en tir aux plateaux (Trap). 

## Carrière
Il remporté l'or au tir aux Jeux panaméricains de 2011 en fosse olympique masculine et a participé aux concours olympique de Trap aux Jeux 2012 où il termine à la 28e place.
Il remporte à nouveau la médaille d'or aux Jeux panaméricains de 2023 en tant qu'athlète indépendant car la fédération nationale était suspendu par le CIO.
Il est médaillé de bronze en trap aux Jeux olympiques de 2024.